# Liste der Ehrenbürger von Stralsund
Die Bürgerschaft der Stadt Stralsund verleiht an Bürger der Stadt, deren Verdienste sie als besonders wertvoll erachtet, eine Ehrenbürgerschaft, die mit einem Eintrag ins Ehrenbuch der Stadt verbunden ist. Die Ehrenbürgerschaft der Stadt ist gegenwärtig derart geregelt, dass sie mit dem Tod endet.

Wappen der Hansestadt Stralsund

## Ehrenbürger der Hansestadt Stralsund
(chronologisch nach Datum der Zuerkennung geordnet, nicht vollständig)

### Verstorben

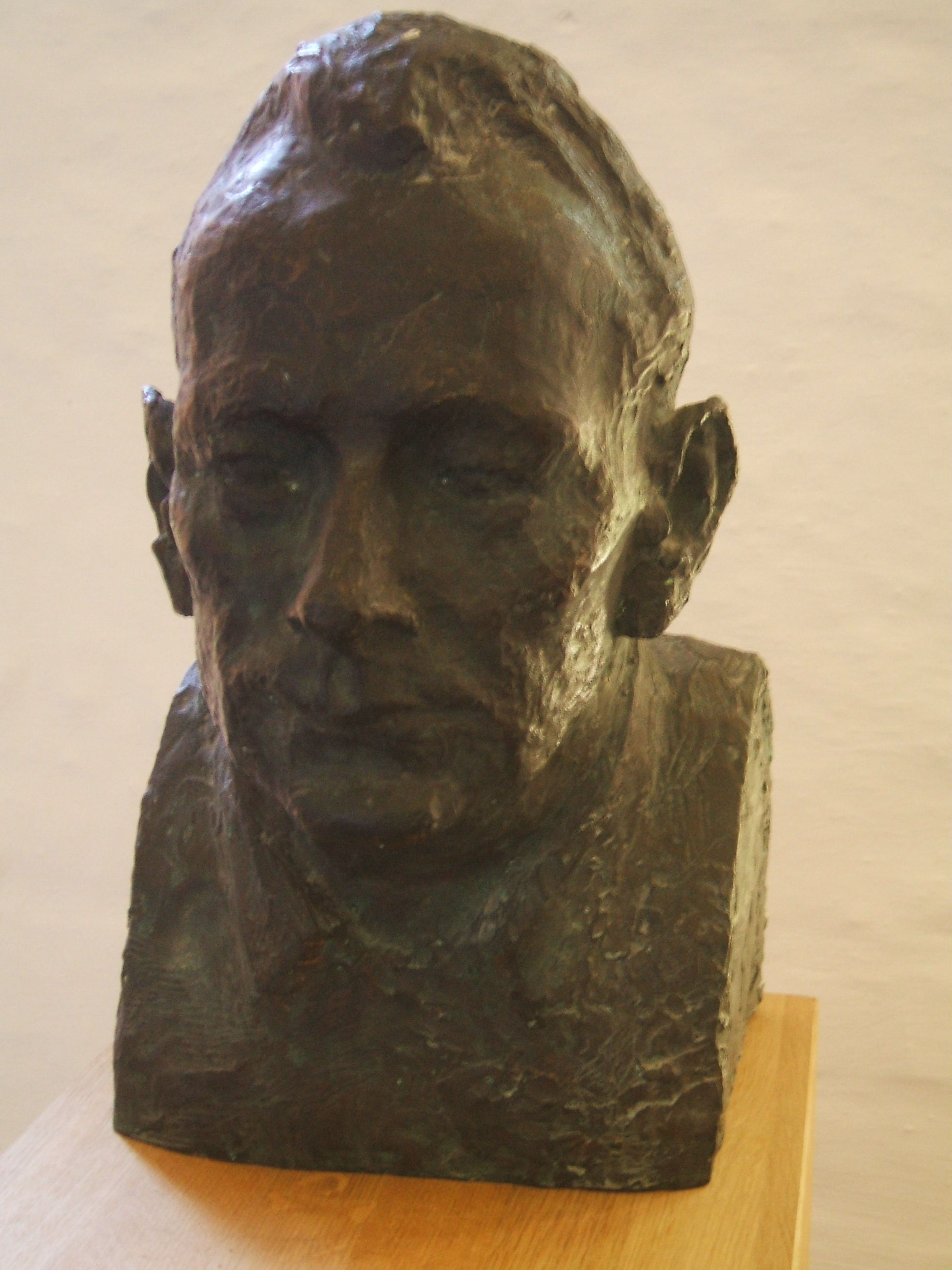
Büste Herbert Ewes im Johanniskloster Stralsund

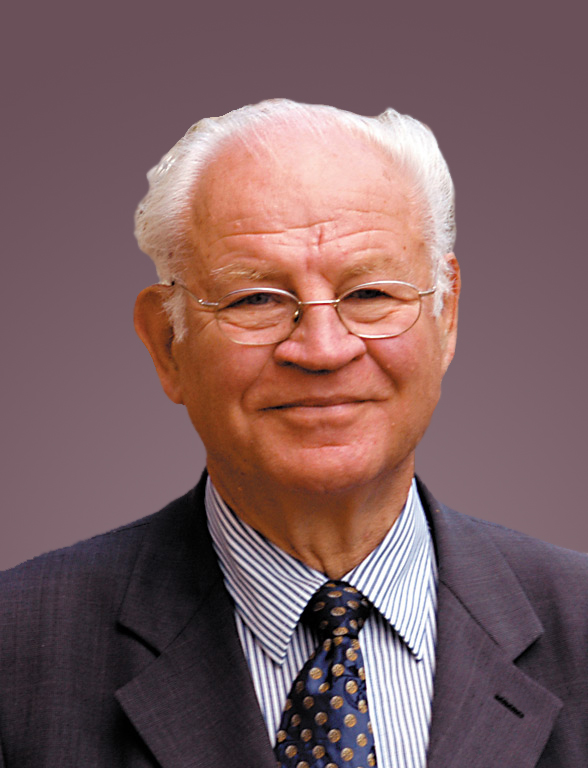
Gottfried Kiesow

Carl Freiherr von Krassow (1771–1854)
Oberstleutnant
Verleihung am 15. März 1854.
Carl von Krassow wurde „wegen seiner Verdienste um die Stadt Stralsund und deren Bevölkerung“ geehrt.
Carl Reinhold von Krassow (1812–1892)
Politiker
Verleihung am 31. März 1869.
Carl Reinhold von Krassow diente von 1852 bis 1869 als Präsident der Stralsunder Regierung.
Karl Heinrich von Boetticher (1833–1907)
Staatsminister
Verleihung am 30. Januar 1890.
Karl Heinrich von Boetticher war von 1865 bis 1869 Ratsherr in Stralsund.
Ulrich von Behr-Negendank (1826–1902)
Politiker
Verleihung am 6. Juni 1890.
Ulrich von Behr-Negendank war ab 1867 Regierungspräsident für Stralsund und ab 1883 Oberpräsident der Provinz Pommern.
Heinrich Kruse (1815–1902)
Schriftsteller und Journalist
Verleihung am 15. Dezember 1895.
Heinrich Kruse wurde von seiner Geburtsstadt anlässlich seines 80. Geburtstages zum Ehrenbürger ernannt.
Paul Langemak (1835–1926)
Justizrat und Mitglied der Deutschen Vaterlandspartei
Verleihung am 5. Juni 1912.
Paul Langemak wurde für den Aufbau des heutigen Hanseklinikum Stralsund ausgezeichnet.
Ernst Gronow (1856–1932)
Oberbürgermeister
Verleihung am  6. Dezember 1924.
Ernst Gronow war von 1909 bis 1924 Oberbürgermeister in Stralsund. Bei seinem Ausscheiden aus dem Amt wurde ihm „wegen der Förderung der Bautätigkeit in der Stadt“ die Ehrenbürgerschaft zuerkannt.
Carl von Essen (1868–1949)
Verleihung am 24. Juli 1928
Die Stadt würdigte mit der Verleihung der Ehrenbürgerschaft Carl von Essens „Verdienste um die Förderung der kulturellen Beziehungen zwischen Stralsund und Schweden und um die Förderung der Errichtung des Rügendamms“.
Paul Sack (1887–1972)
Maurer
Verleihung am  1. September 1949, aberkannt nach 1989.
Paul Sack führte als Maurer eine Hochleistungsschicht im Stile Adolf Henneckes durch.
Hans Rauch (1888–1970)
Arzt
Verleihung am  2. Mai 1963, aberkannt nach 1989.
Hans Rauch war Chefarzt am Krankenhaus am Sund in Stralsund. Anlässlich seines 75. Geburtstages und des 50-jährigen Jubiläums erhielt er die Ehrenbürgerschaft der Hansestadt.
Friedrich „Fiete“ Dettmann (1897–1970)
Politiker
Verleihung am  15. Juli 1967, aberkannt nach 1989.
Fiete Dettmann war ab 1953 Mitglied der SED-Kreisleitung und später stellvertretender Vorsitzender des Rates des Kreises Stralsund. Anlässlich seines 70. Geburtstages wurde er zum Ehrenbürger ernannt.
Otto Nautsch (1921–1998)
Schiffbauer
Verleihung am  8. Mai 1980, aberkannt nach 1989.
Otto Nautsch war Schiffbauer auf der Stralsunder Volkswerft Stralsund. Mit seiner Brigade bildete er 1953 die erste Komplexbrigade der Werft am Strelasund. “Für den sozialistischen Aufbau in der Stadt und der Volkswerft” wurde ihm die Ehrenbürgerschaft zuerkannt.
Waldemar Verner (1914–1982)
Admiral und Politiker
Verleihung am 8. Mai 1980, aberkannt nach 1989.
Waldemar Verner war nach Kriegsende zunächst in Stralsund Mitglied des SED-Kreisvorstandes. Von 1952 bis 1955 bekleidete er das Amt des Chefs der Volkspolizei „See“ mit Sitz in Stralsund und war von 1957 bis 1959 Chef der Seestreitkräfte. “In Würdigung seiner Verdienste um die Entwicklung der Stadt” wurde er mit der Ehrenbürgerschaft geehrt.
Otto Scholz (1916–2010)
Chirurg
Verleihung am 4. Juni 1981.
Otto Scholz war Chefarzt der Stralsunder Chirurgischen Klinik und leitete sie bis zu seiner Pensionierung 1981. Anlässlich seines 65. Geburtstages würdigte die Stadt Stralsund seine Verdienste mit der Ernennung zum Ehrenbürger.

Herbert Ewe (1921–2006)
Stadtarchivar; Historiker
Verleihung am 20. Juni 1984.
Herbert Ewe war Leiter des Stralsunder Stadtarchivs.
Heinz Prochnow (1926–2014)
Schiffbauer
Verleihung 1989
Heinz Prochnow war Obermeister auf der Volkswerft Stralsund.
Erich Kliefert (1893–1994)
Maler
Verleihung am 20. Juni 1993
Kliefert hielt in seinem künstlerischen Schaffen zahlreiche Motive der Hansestadt und ihrer Umgebung fest. Seine großformatigen Wandbilder in der Eingangshalle des Stralsunder Hauptbahnhofs bieten ein einmaliges Zeugnis über das Stadtbild Stralsunds in den 1930er Jahren. „Für die Bereicherung des Stralsunder Kulturerbes“ bekam er die Ehrenbürgerschaft verliehen.
Käthe Rieck (1902–2004)
Kunsthistorikerin, Denkmalpflegerin
Verleihung am 14. Dezember 1996.
Rieck war von 1950 bis 1962 Direktorin des Stralsundischen Museums für Neuvorpommern und Rügen (heute Stralsund Museum).

Gottfried Kiesow (1931–2011)
Denkmalpfleger
Verleihung am 2. Dezember 2004.
Kiesow war als Mitglied der Deutschen Stiftung Denkmalschutz überaus engagiert bei der Erhaltung und dem Wiederaufbau der historischen Bauwerke Stralsunds und legte damit auch den Grundstein für die Verleihung des UNESCO-Welterbe-Titels „Historische Altstädte Stralsund und Wismar“.
Falk Meyer (1942–2019)
Leiter des Wasser- und Schifffahrtsamtes
Verleihung am 8. August 2012.
Falk Meyer war von 1990 bis 2003 Leiter des Wasser- und Schifffahrtsamtes Stralsund.
Hermann-Hinrich Reemtsma (1935–2020)
deutscher Unternehmer und Mäzen, Gründer der Hermann Reemtsma Stiftung
Verleihung am 10. März 2013.
Hermann-Hinrich Reemtsmas Stiftung ermöglichte die Sanierung der Stellwagen-Orgel in der St.-Marien-Kirche (Stralsund) in Stralsund. Die Stralsunder Bürgerschaft beschloss am 23. August 2012, Hermann-Hinrich Reemtsma die Ehrenbürgerschaft der Stadt zu verleihen.

### Lebende Ehrenbürger
Hartmut Olejnik (1930)
Gartenarchitekt
Verleihung am 8. Mai 1995.
Hartmut Olejnik war der erste Direktor des Stralsunder Tierparks und zudem verantwortlich für die Anlage zahlreicher Grünanlagen in Stralsund. „In Anerkennung seiner Verdienste“ wurde ihm anlässlich seiner Pensionierung die Ehrenbürgerschaft verliehen.
Peter Boie (Lebensdaten unbekannt)
Stadtplaner
Verleihung am 9. September 2021.
Peter Boie war an der Stadterneuerung seit den frühen 1990er-Jahren beteiligt, so auch als Geschäftsführer der Stadterneuerungsgesellschaft Stralsund. Er engagierte sich im Stadtmarketingverein, im Welterbe-Beirat und im Vorstand des Bürgerkomitees „Rettet die Altstadt Stralsund“.

## Belege
1. ↑  Nößler, Marieta/Holzklamm, Petra/Döbel, Edda/Lange, Sigrid: Frauen in der Stralsunder Stadtgeschichte. Hrsg.: Hansestadt Stralsund, dem Oberbürgermeister und dem Frauenbüro. Stralsund 1998, S. 147.
2. ↑  Ostsee-Zeitung, Stralsund, 27. Februar 2013
3. ↑  www.stralsund.de, „Peter Boie zum Ehrenbürger der Hansestadt Stralsund ernannt“, 9. September 2021, abgerufen am 9. September 2021